# یواس‌اس الوری (اس‌پی-۱۸۱)
یواس‌اس الوری (اس‌پی-۱۸۱) (به انگلیسی: USS Helori (SP-181)) یک کشتی بود که طول آن ۹۲ فوت ۴ اینچ (۲۸٫۱۴ متر) بود. این کشتی در سال ۱۹۱۱ ساخته شد.